# 考氏伊蛛
考氏伊蛛（学名：Icius courtauldi）为跳蛛科伊蛛属的动物。在中国大陆，分布于河北等地。